# Donato Maria Arcangeli
Donato Maria Arcangeli (Arezzo, 6 febbraio 1709 – Pescia, 26 dicembre 1772) è stato un vescovo cattolico italiano, 3º vescovo della diocesi di Pescia.

## Biografia
Appartenente a una nobile famiglia aretina, entrò in seminario a dieci anni  e divenne prediletto del vescovo di Arezzo Benedetto Falconcini, che intravide in lui una notevole intelligenza.  Nel 1742, fu consacrato vescovo e inviato a Pescia, a soli trentatré anni. Fu un vescovo molto dinamico, che volle girare in lungo e in largo la propria diocesi per rendersi conto della situazione nelle parrocchie, anche quelle collocate nelle zone più impervie, e imporre la sua autorità, laddove altre istituzioni tendevano a metterla in discussione. Celebre fu la sua decisione di far arrestare Francesco Cheli, potente priore della Chiesa dei Santi Stefano e Niccolao, colpevole di ammanchi nel bilancio della prioria, che gli valse le inimicizie della nobiltà pesciatina, di cui il Cheli faceva parte. Nel 1764, introdusse l'ufficio e la messa di Sant'Allucio, su decreto della Sacra Congregazione dei Riti.
Fu appassionato di architettura e di astronomia, due discipline scientifiche che volle approfondire per tutta la sua vita. Per quanto riguarda l'architettura, progettò personalmente il nuovo seminario vescovile di Pescia, che poi fu destinato dal Granduca Pietro Leopoldo a sede dell'Ospedale S.s. Cosma e Damiano. Ideò anche il cupolino al campanile della Cattedrale di Pescia. Per quanto riguarda l'astronomia, progettò due meridiane, una nella cattedrale e l'altra nel vescovato. Inoltre, dotò il suo palazzo di una terrazza sopraelevata per osservare gli astri. In località Sant'Erasmo di Uzzano, fece costruire, sempre su suo progetto, una villa, mai completata, con torretta-osservatorio astronomico, ancora oggi detta "Villa del Vescovo".

## Genealogia episcopale
La genealogia episcopale è:
- Cardinale Scipione Rebiba
- Cardinale Giulio Antonio Santori
- Cardinale Girolamo Bernerio, O.P.
- Arcivescovo Galeazzo Sanvitale
- Cardinale Ludovico Ludovisi
- Cardinale Luigi Caetani
- Cardinale Ulderico Carpegna
- Cardinale Paluzzo Paluzzi Altieri degli Albertoni
- Cardinale Flavio Chigi
- Papa Clemente XII
- Cardinale Giovanni Antonio Guadagni, O.C.D.
- Vescovo Donato Maria Arcangeli